# Flavio Asclepiodoto
Flavio Asclepiodoto (en latín, Flavius Asclepiodotus) fue un político y militar del imperio romano de Oriente del siglo V d. C.

## Familia y carrera política
Asclepiodoto era hermano del sofista Leoncio, el padre de la emperatriz Elia Eudocia, esposa desde 421 de Teodosio II.
La emperatriz favoreció a sus parientes y así Asclepiodoto fue nombrado en 422 conde de la Sagrada Dádiva, entre 423 y 425 prefecto del pretorio de Oriente y cónsul en 423, cargo del que fue depuesto tras las acusaciones de paganismo de Simeón el Estilita.